# Edwin H. Colbert
Edwin Harris „Ned“ Colbert (28. září 1905 Iowa – 15. listopadu 2001 Flagstaff) byl americký vertebrátní paleontolog, výzkumník a autor odborných knih a statí.

## Dílo
Celkem napsal více než 20 knih a přes 400 odborných článků, proslavil se zejména výzkumem pravěkých savců z lokality Siwalik (kolem roku 1935) a výzkumy triasových dinosaurů na lokalitě Ghost Ranch v Novém Mexiku (1947). Prováděl také výzkum v Antarktidě a pomohl prosadit teorii deskové tektoniky (1969). Také jeho manželka Margaret byla nadanou výtvarnicí a ilustrátorkou pravěku.
Colbert v průběhu své vědecké kariéry popsal mnoho druhů populárních druhohorních dinosaurů, například i malého tyreoforního býložravce druhu Scutellosaurus lawleri.
Mezi jeho nejslavnější knihy patří dílo The Great Dinosaur Hunters and Their Discoveries ("Velcí lovci dinosaurů a jejich objevy") z roku 1984.

## Pocty
Kromě množství ocenění byly po tomto vědci pojmenovány i některé druhy pravěkých organismů, například indický sauropodní dinosaurus druhu Isisaurus colberti. Ornitomimosaur druhu Nedcolbertia justinhofmanni byl roku 1998 pojmenován na počest tohoto paleontologa.